# Zińkiwci
Zińkiwci (ukr. Зіньківці, pol. hist. Zińkowce) – wieś na Ukrainie w rejonie kamienieckim obwodu chmielnickiego.

## Pałac
- murowany pałac wybudowany w pierwszej połowie XIX w. w stylu klasycystycznym przez Aleksandrę Branicką[1].